# Alena Pokorná
Alena Pokorná (* 3. dubna 1929) byla česká a československá politička Komunistické strany Československa a poúnorová poslankyně Národního shromáždění ČSSR, Sněmovny lidu Federálního shromáždění a České národní rady.

## Biografie
Ve volbách roku 1964 byla zvolena za KSČ do Národního shromáždění ČSSR za Severočeský kraj. V Národním shromáždění zasedala až do konce volebního období parlamentu v roce 1968.
K roku 1968 se profesně zmiňuje coby vedoucí útvaru racionalizace z obvodu Frýdlant.
Po federalizaci Československa usedla roku 1969 do Sněmovny lidu Federálního shromáždění (volební obvod Frýdlant), kde setrvala do května 1970, kdy rezignovala na poslanecký post.